# Abdul Rozak
Abdul Rozak es un deportista indonesio que compitió en taekwondo. Ganó una medalla de plata en los Juegos Asiáticos de 1986 en la categoría de –58 kg.

## Palmarés internacional
| Juegos Asiáticos | Juegos Asiáticos     | Juegos Asiáticos | Juegos Asiáticos |
| Año              | Lugar                | Medalla          | Categoría        |
| ---------------- | -------------------- | ---------------- | ---------------- |
| 1986             | Seúl (Corea del Sur) | Medalla de plata | –58 kg           |